# Marina Barampama
Marina Barampama est une femme politique hutu burundaise née en 1969 à Bujumbura, ancienne seconde vice-présidente du 7 septembre 2006 au 12 février 2007. Barampama est membre du Conseil national pour la défense de la démocratie-Forces pour la défense de la démocratie.

## Biographie
Barapama a suivi des études de comptabilité.
Le 5 septembre 2006, la seconde vice-présidente Alice Nzomukunda démissionne de son poste. Le parlement burundais investit Barampama en remplacement le 7 septembre. Au Sénat seuls 37 sénateurs sur 49 sont présents et votent par 36 voix pour. À l'Assemblée nationale, les groupes du Front pour la démocratie du Burundi de l'Union pour le progrès national et du CNDD ne participent pas au vote. Les groupes parlementaires UPRONA et FRODEBU ont menacé de contester la légalité de la procédure d'élection devant le conseil constitutionnel car le quorum des deux-tiers n'était pas atteint.
Le 8 février 2007, sur fond de conflit au sein du CNDD-FDD entre les partisans du président Pierre Nkurunziza et du secrétaire général du CNDD-FDD Hussein Radjabu, Nkurunziza renvoie Barampama et nomme le jour même Gabriel Ntisezerana pour lui succéder. Barampama, proche de Radjabu, est accusée par Nkurunziza  d' « insubordination et irresponsabilité ».